# North San Pedro (Teksas)
North San Pedro je naseljeno mjesto za statističke potrebe u američkoj saveznoj državi Teksas. Prema popisu stanovništva iz 2010. u njemu je živjelo 895 stanovnika.